# 陳炳臣
陳炳臣（Chen Ping-chen，1964年6月23日—），臺灣彰化縣芳苑鄉人。曾任導演，演員，藝術策展人，公共藝術製作藝術家，文化部諮詢委員，現為專職美術創作。從小就喜歡畫畫，學建築而踏進廣告圈，成為業界爭相合作的房地產行銷能人。愛爬山的他對於高山植物有獨到的觀察與表現，熱愛大自然使他在921地震後投入原生蘭藝的栽種復育，作品中可見許多以台灣特有種植物為主題的創作。在台灣的千山萬水中領悟，關於這個世界的美，不是缺乏而是「發現」，進而探索於視覺藝術與表演藝術的領域，包含繪畫創作、電影的美術設計、舞台劇導演、及廣告演出等，同時辦理各式藝文活動，與大家一同分享與發現。多重角色交織出對生命的尊重與珍惜，使他與大自然的邂逅，幻化成氣勢宏大、細膩感動的創作。
陳炳臣出生在台灣西海岸芳苑鄉海邊，一望無際的海景風光伴隨他成長。喜歡接近大自然進而愛上爬山，鍾情於高山植物，逐漸感受到自然環境的豐富與日漸改變。在工作上進行著人與物質、個人與群體的關係交流，內心卻不停思考著人與自然環境的互動。人為大地萬物之一，唯有尊天敬地、與自然共存相容，方為生生不息之根本。
在充滿變數的世代，他的創作把現在與過去所見到的，串連起來稱之為「心象」，畫的是過去、現在與未來的重疊。充滿改變的時間軸，加入自己的觀念跟想像在創作中發酵。憶象的畫面，不全為具象，也非全然的抽象。抽象與具象相互交錯，複雜線條中流露出單純的情感，於色塊的虛與實之間呈現豐富意境。內化後的自然景觀虛實相間，以鮮艷的顏彩層層堆疊，同時呈現時間與空間。作品運用詩意的手法，以有限暗示無限，以局部暗示整體，呈現出自然生命歷經時間及環境的考驗，交織出的秀麗璀璨！「心象」不是讓畫面存進後直接擷取，透過時間的堆疊，經過思考、反省以及跟社會環境互動演變而成。作品抒發個人情感及社會觀，深刻表達出濃厚的人文與環境關懷。
自然界充滿了變動，包含生命的起源、山嵐的飄渺、潺潺的溪水和滾滾的岩漿等，大地萬物皆從流動中產生。創作山景時會想像，它是從地底爆發隆起，流水劃過岩壁與磐石交錯，緩緩流動而形成綠水青山。以植物為主題時，先思考其成長的環境，進而枝茂花繁的過程。他很少拿筆，直接讓顏料流動。因為對材料的熟悉，能創造出畫面各種的肌理與效果。以氣度構圖，一開始即有清楚的架構，輔以東方哲學的思考，用靈魂最舒適的慢節奏，畫面色塊的交融、顏料的堆疊，都有個人生命意志的表現，意欲在現實與永恆之間，尋回你我生命中的美好。台灣官方邀請展及各藝術空間展覽多次，藏家給予很高的評價，為近年快速竄紅的當代藝術家。

## 經歷
現任
- 台灣家同文化藝術基金會副董事長[17][18]
- 台灣藝術家法國沙龍學會監事
- 中華國際策展經紀交流協會常務理事
- 中華TJ臺日文化經濟交流協會理事
- 霧峰林家宮保第國藝術中心 理事
- 彰化縣伯立歐顧問團永久顧問
- 財團法人彰化縣私立基督教喜樂保育院永久顧問
- 財團法人彰化縣洪掛昆仲文教基金會董事
- 國立二林工商校友會常務監事

曾任
- 文化部諮詢委員
- 社團法人台灣種子文化協會理事
- 新竹縣地方文化館「鄧南光影像紀念館」館長
- 桃園縣地方文化館「大溪藝文之家-公會堂及蔣公行館」館長
- 頑石劇團團長
- 華梵大學講師
- 社區大學講師
- 原色畫會執行長
- 街頭藝人評審
- 行政院環保署戲劇評審
- 桃園市至善高中家長會長
- 社區劇場講師
- 舞台劇導演
- 電影電視導演、副導、製作、美術指導
- 演員
- 大名印廣告公司負責人，從事廣告、空間、景觀設計。曾主持中部多家大型建設公司廣告企劃行銷案；從產品定位至廣告企劃、廣告通路、製作執行。對平面、電子等媒體通路具多年經驗

## 獲獎紀錄
- 2025 韓國「亞細亞美術招待展」金獎及特別貢獻獎
- 2025 日本「第26回東京都美術館國際書畫交流展」金獎
- 2025 法國春季沙龍展入選
- 2024澳洲第二屆「澳大利亞國際書畫交流展」奧林匹亞藝術獎
- 2024韓國「首爾國際美術祭」金獎
- 2024 法國秋季沙龍展入選
- 2024 韓國「亞細亞美術招待展」大獎
- 2024 法國春季沙龍展入選
- 2023「第46回韓國文化美術大展 國際名家邀請展」金獎
- 2023 韓國「韓中日文化協力美術祭」金獎
- 2023 日本「第23回東京都美術館國際書畫交流展」金獎
- 2023 法國春季沙龍展入選
- 2023 彰化縣政府 建縣300年特殊貢獻獎
- 2022「第45回韓國文化美術大展 國際名家邀請展」大獎
- 2022 韓國「首爾國際美術祭」金獎
- 2022 韓國「亞細亞美術招待展」金獎
- 2021 韓國「韓中日文化協力美術祭」金獎
- 2021 韓國「第55回國際文化美術大展」金獎
- 2021 韓國「首爾亞細亞美術招待展」金獎
- 2020 韓國「首爾國際美術祭」金獎
- 2019 日本「第21回東京都美術館國際書畫交流展」金獎

## 創作展覽與作品
| 年份 | 展覽與作品 |
| 2025 | - 英國倫敦白點藝術國際展於千禧藝廊(M P Birla Millennium Gallery)(2025/05/09-2025/05/14) - 韓國亞細亞美術招待展於韓國美術館榮獲金獎及特別貢獻獎(2025/04/12-2025/04/15) - 臺法風華-台灣藝術家法國沙龍學會(TFA)巡迴展於台中港區藝術中心(2025/04/12-2025/05/11)、南投縣政府文化局玉山展覽室(2025/11/01-2025/11/12) - 藝象萬千-台日名家交流展於日本大阪市立美術館(2025/04/01-2025/04/06) - 日本「第26回東京都美術館國際書畫交流展」榮獲金賞(2025/03/24-2023/03/31) - ART CAPITAL(春季沙龍)法國藝術家沙龍展入選於巴黎大皇宮(2025/2/18-2/22) - 台中市墨海藝術協會「以藝術創造城市記憶」交流展於台中市大墩文化中心大墩藝廊(2025/2/8-2/19) |
| 2024 | - 台灣藝術家法國沙龍學會(TFA)巡迴展於彰化縣立美術館(2024/02/27-03/10)、台中港區藝術中心(2024/11/16-2024/12/15) - 彰化縣文化局「東亞藝術交流展」聯展於彰化縣立美術館(2024/11/06-12/01) - 受「IAL國際藝術家聯盟」邀請參加「澳洲第二屆澳大利亞國際書畫交流展」於柏斯市政廳，並榮獲奧林匹亞藝術獎(2024/10/29-11/02) - 2024 Le Salon d’Automne法國秋季沙龍展入選於巴黎香榭大道(2024/10/23-10/27) - 韓國「首爾美術祭」榮獲金獎(2024/10/10-10/15) - 受「IAL國際藝術家聯盟」邀請參加「國際藝術交流畫展」於美國德克薩斯州,理查森,查爾斯·W·艾森曼表演藝術中心（2024/09） - 陳炳臣創作個展於台北文化大學大夏藝廊(2024/08/21-09/02) - 受「唐灣藝術中心」邀請於台北市美僑協會聯展（2024/07-08） - 受「IAL國際藝術家聯盟」邀請參加「2024台灣加拿大藝術文化節」於加拿大溫哥華美術館北廣場（2024/06/29-07/01） - 「翰墨騰龍 夏風藝彩」翰墨華嚴兩岸書畫名家交流展於福建省邵武市華嚴寺、福建省邵武市燕林新時代文明實踐大講堂(2024/07/06-08/06) - 「大地見行」個展在南投唐灣藝術中心(2024/05/16-07/30) - 台中市墨海藝術協會「藝海遨遊」交流展於台中市大墩文化中心大墩藝廊(2024/04/20-05/01) - 韓國「亞細亞美術招待展」榮獲大獎(2024/04/13-04/18) - 「大地行境」個展在南投星紅藝廊(2024/03/14-04/22) - ART CAPITAL(春季沙龍)法國藝術家沙龍展入選於艾非爾鐵塔前-戰神廣場(2024/02/14-02/18)                           |
| 2023 | - 「陳炳臣個展」在苗栗縣三義鄉新月光(2023/12/13-2024/3/31) - 2023「第46回韓國文化美術大展 國際名家邀請展」榮獲金獎(2023/12/27-2024/01/02) - 韓國「2023韓中日文化協力美術祭」榮獲金獎(2023/10/05/2023/10/10) - 日本「第23回東京都美術館國際書畫交流展」榮獲金賞(2023/03/24-2023/04/01) - ART CAPITAL(春季沙龍)法國藝術家沙龍展入選於巴黎大皇宮(2023/02/15-2023/02/19) - 「彰化美術 藝邑三百」彰化建縣300年藝術特展受彰化縣文化局邀請於彰化縣立美術館(2023/11/23-12/10) - 「大道之行 藝挺公益」陳炳臣創作展受彰化縣二林鎮公所邀請於二林鎮立圖書館，本次展覽義賣所得捐出做為伯立歐家園建設基金(2023/9/1-9/26) - 2023台灣藝術家法國沙龍學會(TFA)巡迴展於雲林縣文化局(2023/0817-0903)、台中港區藝術中心(2023/12/16-2024/1/7) - 「相濡以墨-遊走於傳統與當代之間」臺中市墨海藝術協會2023聯展於臺中市大墩文化中心(2023/07/22-08/02) - 「相濡以墨-遊走於傳統與現在之間」兩岸交流展於廣州大新美術館(2023/07/01-07/30) - 「天長地久-陳炳臣創作個展」受彰化縣政府邀請於彰化縣立美術館(2023/06/20-07/09) - 「蘭陽美術學會三十周年藝術交流展」聯展於宜蘭縣文化局(2023/05/23-06/11)、桃園市文化局(2023/07/05-07/17)、新北市文化藝文中心(2023/09/12-10/03) - 「24多重宙」藝時代開幕展聯展在台中藝時代畫廊 - 「生命的章啓 陳炳臣、廖迎晰對話展」受南投縣政府文化局邀請於南投縣文化局玉山展覽室(2023/02/25-03/08) |
| 2022 | - 「第45回韓國文化美術大展 國際名家邀請展」榮獲大獎 - 韓國「亞細亞美術招待展」榮獲金獎 - 「森采飛揚」-國際金獎藝術家陳炳臣作品精選展在豐原太平洋百貨(2022/09/29-10/31) - 第59屆威尼斯雙年展衛星展聯展(59th Venice Biennale Satellite Exhibition )於義大利威尼斯阿爾布里齊-卡佩羅宮(Palazzo Albrizzi-Capello)(2022/09/09-10/10) - 作品「愛戀時分」授權彰化喜樂保育院作為中秋節禮盒外包裝 - 「彰化‧巴黎對話─臺法藝術交流展」受彰化縣文化局邀請於彰化縣立美術館(2022/07/19-09/04) - 2022台中藝術博覽會受藏山101邀請於台中林酒店(2022/07/14-07/17) - 「油彩墨彩相輝映：羅青、陳炳臣對話雙個展」受桃園市文化局邀請於桃園市文化局第一、第二展覽室(2022/07/06-07/24) - 中華霧峰林家宮保第國藝術中心總會藝術聯展於台中市大墩文化中心(2022/06/25-07/06) - 「大千欣禧」創作個展於台中日月千禧酒店(2022/01/04-6/30) |
| 2021 | - 韓國「2021韓中日文化協力美術祭」榮獲金獎 - 韓國「第55回國際文化美術大展」榮獲金獎 - 韓國「首爾亞細亞美術招待展」榮獲金獎 - 「春華秋實」創作個展於台北文化大學大夏藝廊(2021/12/04-12/15) - 「仰之彌堅」陳炳臣創作展於臺中藏山101(2021/09/04-10/03) - 「雛鳳清於老鳳聲-羅青、陳炳臣對話雙個展」受嘉義縣文化局邀請於嘉義縣梅嶺美術館(2021/05/25-06/13) - 「大道心象」陳炳臣創作個展於宜蘭68當代藝術空間(2021/01/30-2021/3/23) - 「藝術有愛-藝挺伯立歐」伯立歐家園募款餐會，捐贈作品《台灣瑰寶》(100F)，由彰化縣長王惠美拍賣108萬，捐贈彰化縣喜樂小兒麻痺關懷協會於彰化全國麗園大飯店(2021/01/09) |
| 2020 | - 韓國「首爾國際美術祭」榮獲金獎 - 「山嵐 迎曦」廖迎晰陳炳臣雙個展於台中WINNOVATION會館(2020/11/07-2021/2/7) - 「藝術有愛-藝挺伯立歐」特展受彰化縣文化局邀請於「彰化縣立美術館」，捐贈作品《綠能》(30F)，義賣30萬捐贈彰化縣喜樂小兒麻痺關懷協會(2020/09/16-10/11) - 「台灣當代一年展」(台灣視覺藝術協會)於花博公園爭艷館(2020/09/12-09/20) - 「山林綠樹」陳炳臣創作個展於台北99°藝術中心(2020/07/02-07/28) - 「蘭陽珍視愛禮兩岸三地邀請展」於宜蘭安永心食館(2020/06/12-09/02) - 「蘭陽美術學會珍視愛禮交流展」於宜蘭縣文化中心(2020/05/20-06/07) - 「向英雄致敬-抗疫情書畫作品邀請展」於福建省邵武市福山寺 |
| 2019 | - 「第21回東京都美術館國際書畫交流展」榮獲金賞 - 陳炳臣創作個展於台北文化大學大夏藝廊(2019/08/31-09/11) - 「台灣當代一年展」(台灣視覺藝術協會)於花博公園爭艷館(2019/08/31-09/08) - 「桃園市美術教育學會會員聯展」受桃園市美術教育學會邀請於「桃園市客家文化館」(2019/08/03-08/27) - 「2019蘭陽美術學會愜藝交流展」受蘭陽美術學會邀請於「宜蘭縣文化中心」(2019/05/24-06/04) - 「ART HUNT藝術尋寶」藝博會受唐灣藝術中心邀請於台北王朝大酒店(2019/04/19-04/21) |
| 2018 | - 「四季風華藝術創作展」聯展(蘭陽美術學會)於宜蘭酒廠紅露藝廊(2018/10/01-10/30) - 2018「台灣當代一年展」(台灣視覺藝術協會)於花博公園爭艷館(2018/09/29-10/07) - 「心象-陳炳臣創作個展」於經濟部嘉義產業創新研發中心(2018/08/04-10/14) - 心鍾山水「陳炳臣-凝視自然創作個展」於台北文化大學「大夏藝廊」(2018/08/01-08/16) - 2018台中藝術博覽會受唐灣藝術中心邀請於台中日月千禧酒店(2018/07/19-07/22) - 心鍾山水「陳炳臣-凝視自然創作個展」於台北101大樓「101藝廊」(2018/07/16-07/29) - 「國際翰墨丹青書畫聯合展」受花蓮縣美術學會邀請於「花蓮縣立文化局」(2018/06/02-06/29) - 「2018蘭陽美術學會藝術交流展」受蘭陽美術學會邀請於「宜蘭縣文化中心」(2018/05/25-06/05) - 「心象-陳炳臣創作個展」受財團法人雲林縣螺陽文教基金會於「西螺延平老街文化館」(2018/02/08-03/18) - 彰化宏諦實業大廈落成開幕展(2018/02/01-03/30) |
| 2017 | - 「當代著名油畫典藏展」於美國舊金山灣區「中國畫廊」(2017/11/08-11/30) - 2017「台灣當代一年展」(台灣視覺藝術協會)於花博公園爭艷館(2017/09/16-09/24) - 「嘉藝有畫說-嘉義市美術協會會員聯展」受嘉義市美術學會邀請於「嘉義市立博物館」(2017/05/27-06/04) - 「2017蘭陽美術學會藝術交流展-莫忘初衷」受蘭陽美術學會邀請於「宜蘭縣文化中心」(2017/05/20-05/31) - 「陳炳臣-生生不息創作個展」於經濟部台中軟體園區台灣文創藝術博覽會(2017/01/01-02/12) |
| 2016 | - 「陳炳臣創作個展」於美國舊金山灣區「中國畫廊」(2016/11/17-11/30) - 2016「台灣當代一年展」(台灣視覺藝術協會)於花博公園爭艷館(2016/09/10-09/16) - 作品「遠眺」(30M)由台北市中國文化大學收藏 - 「陳炳臣創作個展」受台北市中國文化大學視覺藝術中心邀請於「大夏藝廊」(2016/07/09-07/21) - 「2016蘭陽美術學會藝術交流展」受蘭陽美術學會邀請於「宜蘭縣文化中心」(2016/06/04-06/15) - 作品受涵碧樓大飯店股份有限公司邀請於涵碧樓展售 |
| 2015 | - 作品受涵碧樓大飯店股份有限公司邀請於涵碧樓展售 - 「陳炳臣創作個展」受宜蘭縣生活美學協會邀請於「宜蘭酒廠紅露藝廊」(2015/09/01-09/30) - 「蘭陽美術學會藝術交流展」受蘭陽美術學會邀請於「宜蘭縣文化中心」(2015/05/08-05/19) - 「後寮大壁畫」彰化縣芳苑鄉後寮社區大型壁畫裝置藝術 - 「倒出春天」彰化縣芳苑鄉大型壁畫裝置藝術 |
| 2014 | - 「有常無常－鐘俊雄、陳炳臣多媒彩創作雙個展」受文化部邀請於「台中文化創意產業園區」(2014/11/8-12/8) - 「山跡.水痕.花冥」繪畫個展於桃園縣政府「中壢市地政事務所」(2014/3/1-7/31) - 「陳炳臣-黑白對位」個展於桃園縣「大溪藝文之家」 - 裝置藝術作品《深海的療癒》於文化大學推廣教育中心 - 作品《藏拙》(15F)與《幸福的島嶼》(20F)拍賣捐贈台中市世界聯合保護動物協會 |
| 2013 | - 「浮生世界」繪畫個展於桃園縣「富宇東方悅」(2013/9/1-2014/06/12) - 「陳炳臣-黑白對位」個展於台中市「中友百貨公司時尚藝廊」(2013/10/1-11/4) - 「山跡.水痕.花冥」繪畫個展於新竹縣政府「北埔地方文化館」(2013/7/3-9/29) - 「山跡.水痕.花冥」繪畫個展於台中市美術園道「巴瓦BAVA 新台灣料理餐廳」(2013/4/13-6/30) - 「山跡.水痕.花冥」繪畫個展受文化部邀請於「台中文化創意產業園區」展出(2013/1/1-1/20) |
| 2012 | - 「浮生世界」綜合媒材個展於「大溪藝文之家」(2012/9/30-10/28) - 「浮生世界」綜合媒材個展於台北市中國文化大學視覺藝術中心「大夏藝廊」(2012/7/28-8/16) - 「2012大溪冬季文藝潮崁津暖流老中青三代聯合美展」受大溪鎮公所邀請於「大溪武德殿」展出(2012/11/14-11/23) |
| 2011 | - 作品《艷陽下的鳳凰花》(15F)於台北天成飯店公開拍賣五十萬元捐贈台灣環境保護聯盟 |
| 2010 | - 「花漾」綜合媒材個展於桃園縣「大溪藝文之家」 - 作品《花漾》獲桃園縣政府中秋禮盒包裝設計圖樣 |
| 2008 | - 裝置藝術作品《愛情陀螺》於桃園縣大溪鎮大溪橋畔 |
| 2006 | - 「原色畫會」聯展於桃園縣「大溪藝文之家」 |
| 2005 | - 「原色畫會」聯展於於台中市「市長官邸」 - 作品《我夢想你夢想的旅行》參加台中市政府文化局「2005台中文化季－彩繪城市藝術節」夢想家彩繪裝置藝術大展 |
| 2003 | - 舉辦「身心觸動」繪畫個展於台中市美術園道「新月梧桐」餐廳 |
| 2001 | - 南投「北港溪溫泉」戶外大型漂流木裝置藝術 |

## 典藏
- 華岡博物館 (台北．台灣)
- 彰化縣立美術館 (彰化．台灣)

## 藝文活動相關經歷
| 年份 | 活動 |
| 2023 | - 嘉義縣文化觀光局「112年嘉義縣街頭藝人認證工作坊」講師 |
| 2022 | - 嘉義縣文化觀光局「111年嘉義縣街頭藝人認證工作坊」講師 |
| 2021 | - 彩繪「春華秋實」壁畫於彰化縣芳苑鄉王功國小 |
| 2019 | - 嘉義縣文化觀光局108年「街頭藝人認證審查」評審 - 彰化縣芳苑鄉芳苑國小「105週年校慶暨海牛文化節」藝術總監 |
| 2018 | - 嘉義縣文化觀光局107年「街頭藝人認證審查」評審 |
| 2017 | - 嘉義縣文化觀光局106年「街頭藝人認證審查(嘉義監獄)」評審 - 嘉義縣文化觀光局106年「街頭藝人認證審查」評審 - 彰化縣二林社區大學「甘蔗劇場研習社」講師 - 彰化縣大城鄉樂齡學習中心-「西海岸有藝術-銀髮關懷劇場」指導老師(彰化縣西海岸環境教育保護協會) - 彰化縣大城鄉樂齡學習中心-「西海岸有藝術-樂齡彩繪」指導老師(彰化縣西海岸環境教育保護協會) - 行政院環保署106年環保戲劇競賽「劇在一起愛地球」南區複賽評審 |
| 2016 | - 彰化縣野鳥學會「濕地解說培訓專業班」講師 - 彰化縣芳苑鄉新寶國小「105年藝文深耕教師研習」講師 - 彰化縣芳苑鄉新寶國小「105年藝術與人文教學深耕計畫」指導老師 - 嘉義縣文化觀光局第七屆「街頭藝人」評審 - 全球華人藝術網 藝週刊216期(出刊日20160309)專文介紹:陳炳臣—台灣當代的｢無常、異數｣ - 彰化縣西海岸環境教育保護協會「生活美學與文化展演」顧問 |
| 2015 | - 嘉義縣文化觀光局第六屆「街頭藝人」評審 - 彰化縣芳苑國小教師研習「戲劇人生」課程講師 - 行政院環保署104年環保戲劇競賽「劇在一起愛地球」北區複賽評審 |
| 2013 | - 華梵大學美術與文創學系「流行文化與創意」課程講師 - 桃園縣至善高中「課堂上的魅力教學法研習營」講師 - 協辦執行「歐洲魅影影展」於「大溪藝文之家」 |
| 2012 | - 2012~2014年桃園縣私立至善高級中學校務諮詢委員 - 2012~2014年文化部文化資產局委外歷史建築「TADA方舟音樂藝文展演空間」藝術總監 - 承辦台中市政府文化局主辦「2012搖滾台中樂團節」藝術總監 - 台南縣文化局「原台南縣知事官邸委外經營管理績效評估」審查會議委員 - 企劃執行大溪藝文之家微型影展 |
| 2011 | - 桃園縣十大伴手禮評審 - 桃園縣文化局「老街溪水岸樂活趣-河岸守護系列活動」街頭達人秀決賽評審 - 國立清華大學戲劇比賽評審 - 嘉義縣文化局田園學堂計畫「小型博物館經營與管理實務工作坊」講師 - 承辦台中市政府文化局主辦「2011搖滾台中樂團節」藝術總監 - 承辦執行苗栗縣文化局「苗栗縣文創商品整體行銷規劃 」 - 企劃承辦桃園縣文化局「2011關懷土地水文化社區影展」頒獎暨座談會於「大溪藝文之家」 - 協辦桃園縣至善高中聯合科展「大溪假日尋寶趣」於「大溪藝文之家」 - 企劃承辦「名人話大溪-2011大溪寫作節」於「大溪藝文之家」 - 協辦臺灣傳統版印特藏室主辦之＜民國百年館際交流展-台灣傳統版印特藏展＞於「大溪藝文之家」 |
| 2010 | - 「桃園縣大溪公會堂及蔣公行館－大溪藝文之家」獲98年度桃園縣地方文化館績效考評第二名 - 台北縣文化局「街頭藝人」評選委員 - 新竹縣玉山國小戲劇指導老師 - 新竹縣竹東鎮公所樹杞林文化館99年度社區劇場研習課程計畫講師 - 新竹縣傑出表演團隊「市場開發與品牌行銷」計劃工作坊講師 - 台東縣國幼班教師兒童戲劇教學研習課程計畫講師 - 承辦台中市政府文化局主辦「2010搖滾台中樂團節」藝術總監 - 企劃承辦台北市文化局「台北花遊記整體行銷宣傳」藝術總監 |
| 2009 | - 「桃園縣大溪公會堂及蔣公行館－大溪藝文之家」獲97年度桃園縣地方文化館績效考評第一名 - 指導台中縣新社高中參加台中縣高中組生命教育戲劇比賽以「生命的意義」榮獲冠軍 - 2009~2014年新竹縣地方文化館「鄧南光影像紀念館」館長 - 2009~2010年台中縣新社高中戲劇指導老師 - 「全國十大街頭藝人選拔」評審 - 新竹縣稅捐處大專暨國高中租稅宣導比賽評審 - 新竹市影博館「樂活影像展」講師 - 國立清華大學教育部優質通識課程「現代戲劇」專題講師 - 台南大學附屬中學師生「戲劇治療工作坊」講師 - 豐原市國幼班教師兒童戲劇教學研習課程計畫講師 - 企劃執行「不朽的愛－大溪愛情月藝術節」活動 - 企劃承辦「兩年五百藝系列活動」於「大溪藝文之家」 - 協辦執行「2009第十三屆台灣國際女性影展」於「大溪藝文之家」 - 協辦執行「麻豆十三婆姐文創產業與表演」全系列活動於「大溪藝文之家」 - 企劃＜土親水甜翰墨香－黃哲夫水墨創作展＞於「大溪藝文之家」 - 企劃承辦新竹縣文化局主辦之「北埔人物」攝影比賽暨講座 - 企劃＜光影手澤－鄧南光影像文物展＞、＜鄧南光家庭相簿專題展＞於「鄧南光影像紀念館」 - 編著「大溪織夢－大溪公會堂及蔣公行館的再生之旅」一書                                     |
| 2008 | - 「桃園縣大溪公會堂及蔣公行館－大溪藝文之家」獲96年度桃園縣地方文化館績效考評第一名 - 新竹縣「中小學校園優秀傳統表藝社團徵選大賽」評審 - 桃園縣龍潭鄉「街頭藝人」選拔評審 - 文建會、教育部主辦、國立新竹美學館承辦之「2008社區劇場與藝術導覽人才培訓計畫」講師 - 協辦經濟部商業司、桃園縣文化局、大溪鎮公所指導之＜整合行銷大溪豆食產業－聯合展售會＞於「大溪藝文之家」 - 企劃執行文建會「大手牽小手地方文化館交流活動」包含新竹市影像博物館＜流動的影像盛宴＞、新竹市玻璃工藝博物館＜玻藝傳情─典藏之美巡迴展＞、豐原漆器博物館＜「聽、看、品、嚐、玩漆一起來」展＞於「大溪藝文之家」 - 企劃執行文建會、桃園縣文化局指導之「蔣學新視野」系列活動於「大溪藝文之家」 - 企劃執行「比翼雙飛－七夕愛情日系列活動」於「大溪藝文之家」 - 企劃「2008年『作家在臺灣』行動節大溪行」活動於「大溪藝文之家」 - 協辦執行「第五屆台灣十大傑出街頭藝人頒獎暨表演」於「大溪藝文之家」 - 企劃執行「兩年五百藝系列活動」於「大溪藝文之家」 - 企劃執行＜鄉土情懷－彩繪桃園三十年：吳烈偉(吳法)作品邀請展＞於「大溪藝文之家」 - 企劃承辦新竹縣文化局主辦之「北埔意境」攝影比賽暨講座 |
| 2007 | - 指導桃園市三民里社區「補一角」劇團於桃園社區劇場比賽榮獲第一名 - 台北監獄台灣北區受刑人美術比賽評審 - 「大溪藝文之家」承辦「尋找現代宋美齡-婦女才藝比賽」評審 - 桃園縣桃園市三民里社區劇團指導老師 - 台中市豐原區「鐮村社區劇場」指導老師 - 新竹縣文化局主辦之九十六年度「新竹縣傑出演藝團隊經營成長營」講師 - 企劃執行桃園文化局指導之2007「大溪玩藝嘉年華」於「大溪藝文之家」 - 企劃執行桃園縣文化局指導之「大溪兒童戲劇節」於「大溪藝文之家」 - 企劃執行「2007尋找現代宋美齡系列活動」於「大溪藝文之家」 - 企畫法務部、桃園縣文化局指導之＜鐵籠傳情－創新與回饋，桃園地區監獄藝文、技訓作品聯合展示會＞於「大溪藝文之家」 - 協辦經濟部商業司、桃園縣文化局、大溪鎮公所指導之＜豆食之鄉－大溪豆乾展＞於「大溪藝文之家」 - 企畫＜蔣公伉儷商品展＞、＜先總統蔣公一輩子－吳二曲五十年苦練油畫雕塑特展＞、＜生命的獨白－鍾俊雄個展＞、＜羅青六十回顧展＞、＜台灣牠的家－同伴動物紀實＞、＜台灣生命力影展＞於「大溪藝文之家」 |
| 2006 | - 桃園龍潭女子監獄戲劇比賽評審 - 財團法人臺灣雲林更生保護會雲林分會於雲林少年觀護所，「戲弄人生 ，"劇""覺"接受」自我覺察情緒治療團體教師 - 承辦桃園縣文化局「眷村藝難忘－2006桃園眷村文化節」創意總監 - 企劃執行桃園縣文化局指導之「2006大溪玩藝嘉年華」於「大溪藝文之家」 - 企劃執行桃園縣文化局指導之「桃園詩歌節」於「大溪藝文之家」 - 承辦桃園縣文化局「與你翱翔－2006大溪歲暮音樂節」計劃統籌 - 企劃＜書寫馨香5480＞、＜站在世界最需要的地方-杜明翰攝影展＞、＜大溪新風采攝影展＞、＜傾聽與凝視－陳瑞成生態環境關懷創作展＞、＜相遇四十年－陳振科簡志達父子聯展＞、＜大溪木器博覽會＞、＜2006關公文化藝術聯展＞於「大溪藝文之家」 |
| 2005 | - 2005~2014年桃園縣地方文化館「大溪藝文之家-公會堂及蔣公行館」館長 - 台中市青年中學影劇科講師 - 承辦台中市文化局「2005台中文化季－彩繪城市藝術節」創意總監 - 承辦桃園縣文化局「眷村新浪潮－2005桃園眷村文化節」創意總監 - 承辦嘉義縣政府主辦之嘉義縣「2005藝術下鄉—社區藝術季」活動統籌 - 企劃＜百年錦繡－宋美齡生活影像展＞、＜大溪新風采攝影比賽暨展覽＞於「大溪藝文之家」 |
| 2004 | - 桃園縣文化局「桃園歌謠戲劇研習會」、「桃園結藝、戲說家園－第一屆桃園社區劇場觀摩比賽」活動統籌 - 執行桃園縣文化局「2004桃園歌謠戲劇研習營」 - 承辦桃園文化局主辦之「眷村向前走-2004桃園眷村文化節」創意總監 - 承辦台南縣政府主辦為期五十天的表演活動「台南虎頭埤水與綠嘉年華」創意總監 |
| 2003 | - 台灣兒童暨家庭扶助基金會「921創傷治療種子人員進階訓練計劃－戲劇治療工作坊」講師助理 - 內政部桃園縣2003『拋開憂鬱、迎向陽光』情緒管理與藝術治療系列－繪畫治療講師 |
| 2002 | - 擔任新竹市立演藝廳主辦之「作伙來扮戲－社區劇場研習營」講師 - 企劃執行中國時報贊助，於南投瑞峰國中、瑞田國小、秀峰國小辦理「清水溝藝術節」 |
| 2001 | - 2001~2013年頑石劇團團長 - 2001~2003年台中縣公民大學「社區劇場」講師 - 2003~2004年苗栗縣卓蘭鎮壢西坪觀光協會顧問 - 新竹市政府主辦「新竹音樂節－看得見的聲音」創意總監 - 雲林縣教育局「幸福寶島行－外籍配偶嘉年華」活動總監 - 執行頑石主辦南投縣卲族文化發展協會協辦之「水沙連兒童戲劇夏令營」 |
| 2000 | - 慈濟台中分會戲劇工作坊講師 - 執行由國家文化藝術基金會贊助，中華民國視覺藝術聯盟主辦，頑石劇團協辦，之921大震「心靈重建，藝術重生」計劃於大里、東勢等地 - 執行頑石劇團獲「國家文化藝術基金會」贊助，在大里和石岡兩地實施921專案「戲劇營造，藝術社區」計畫 - 執行頑石劇團邀請「Acte Kobe」成員歲森勳、東野健一、原久子、林口砂里四位至台中縣和平鄉雙崎部落從事藝術治療的活動 |

## 演出/製作作品

### 廣告
- 2013年  金門皇家58度高粱酒 較勁篇 演員
- 2010年  文建會(現為文化部)文創CF 提親篇 演員

### 電視劇
- 黃金稻浪（2012年，客家電視台，葉鴻偉導演）客串
- 源（2010年，客家電視台，賴水清導演）配角
- 他們在畢業的前一天爆炸（2010年，公共電視台，鄭有傑導演）客串
- 鑑識英雄（2015年，中視，吳德）客串

### 電影
- 百味人生 （2015年，黃玉珊導演）客串
- 痞子英雄首部曲：全面開戰（2012年，蔡岳勳導演）客串
- 吉林的月光 （2011年，陳慧翎導演）客串
- 愛你一萬年（2010年，北村豐晴導演）客串
- 陽陽（2009年，鄭有傑導演）客串
- 神選者 （2007年，蕭力修導演）客串
- 夜夜 （2007年，黃玉珊導演）副導、製作、演員
- 插天山之歌（2006年，黃玉珊導演）演員
- 南方紀事之浮世光影（2005年，黃玉珊導演）美術指導、演員

### 舞台劇
- 熊貓娶親 (2017年，彰化縣二林社區大學社區劇場)導演、製作、編導
- 請勿犧牲愛情 (2010年，大風劇團) 演員
- 虎兒的快樂天堂 (2010年，頑石劇團) 兒童歌舞劇導演、舞台設計
- 爭愛．六點58 (2010年，頑石劇團原味劇場) 製作、演員
- 無毛怪(2009年，頑石劇團) 兒童劇製作
- 黑貓傳奇(2008年，頑石劇團) 兒童劇製作
- 日落西安－張學良(2008年，頑石劇團)製作
- 桃園物語 (2007年，桃園市三民里社區「補一角」劇團) 製作、編導
- 蔣宋情史 (2007年，頑石劇團) 製作
- 北埔英魂錄(2007年，頑石劇團)製作、舞台設計、演員
- 生日快樂，明天(2007年，頑石劇團)製作、舞台設計
- 烏拉拉的水晶球(2007年，頑石劇團) 兒童劇製作
- 大溪故事劇場－豆乾傳奇、夢斷大嵙崁 (2006年，頑石劇團) 社區劇場製作
- 我的阿祖是荷蘭人(2005年，頑石劇團)演員
- 嬰之未孩(2005年，頑石劇團)環境劇場製作
- 虎兒的快樂天堂(2005年，頑石劇團)兒童劇製作
- 當晚霞滿天(2004年，頑石劇團)演員
- 告別黑甜鄉的女人(2003年，頑石劇團)演員
- 清水有個廖添丁(2000年，頑石劇團與清水劇團)演員

### 微電影
- 微光(2013年，頑石劇團) 導演
- 阿爸的餅(2014年，臺中商圈輔導計畫)演員

## 著作
- 2023 天長地久-陳炳臣創作個展專輯(畫冊)
- 2022 油彩墨彩相輝映-羅青、陳炳臣對話展(畫冊)
- 2018 凝視自然-陳炳臣創作專輯(畫冊)
- 2016 陳炳臣生生不息創作精選(畫冊)
- 2014 有常無常 鐘俊雄X陳炳臣多媒材創作聯展(畫冊)
- 2012 浮生世界-綜合媒材個展(畫冊)
- 2010 花漾-陳炳臣綜合媒材創作(畫冊)
- 2009 織夢大溪-大溪公會堂及蔣公行館的再生之旅
- 2004 舞台劇-鄧雨賢返鄉路配樂專輯

## 畫作遺失事件
陳炳臣受邀參加2022年亞細亞美術招待展，於2022年1月創作一幅「銀杏曦春」作品，尺寸為15F(65x53公分)。委託鹿港逸品畫廊協助拆卸內框後交寄郵局。藝廊於2022年2月8日至鹿港彰濱郵局以掛號寄出至台中國藝中心。2月14日國藝中心表示一直未收到作品，經陳炳臣追查後郵局表示作品遺失，陳炳臣於2月17日至鹿港分局報案，2月19日破案領回作品。作品重新運送參賽後，獲得金獎。